# Arthur Tremblay
Pour les articles homonymes, voir Tremblay.
Arthur Julien Tremblay (18 juin 1917 à Chicoutimi - 27 octobre 1996, à l'âge de 79 ans) était  professeur québécois au département d'administration et politique scolaire de l'Université Laval (pendant 18 ans) et un haut fonctionnaire au sein du gouvernement du Québec durant les années 60.
De 1961 à 1964, il est membre de la Commission royale d'enquête sur l'enseignement, couramment appelée la Commission Parent, qui rétablira le ministère de l'Éducation aboli en 1875. Il est notamment responsable des recommandations pour la réforme de l'enseignement technique et professionnel (1962), puis agraire. Ce ministère restructure l'ensemble des commissions scolaires, met en place un réseau d'écoles secondaires, établit les collèges d'enseignement général et professionnel (CEGEP) ainsi que des universités francophones, sécularisées et catholiques. il a été chef de cabinet du ministre Paul Gérin-Lajoie de 1960 à 1964 et ensuite premier sous-ministre du nouveau ministère de l'Éducation.
En 1971, il devient sous-ministre des Affaires intergouvernementales. Il a été nommé  sénateur du Parti progressiste-conservateur du Canada de la division des Laurentides de 1979 à 1992. Il se voit accorder par le premier ministre du Canada Brian Mulroney en 1984 le rôle de conseiller spécial aux affaires constitutionnelles et aux relations fédérales-provinciales. Nommé officier de l'Ordre national du Québec en 1991, il deviendra membre du Conseil privé de la reine au fédéral l'année suivante.

## Distinctions
- 1976 - Officier de l'Ordre du Canada
- 1991 - Officier de l'Ordre national du Québec
- 1992 - Membre du Conseil privé de la Reine pour le Canada